# (14158) Alananderson
(14158) Alananderson (1998 SZ133) – planetoida z pasa głównego asteroid okrążająca Słońce w ciągu 3,83 lat w średniej odległości 2,45 j.a. Odkryta 26 września 1998 roku.